# Okot p'Bitek
Okot p'Bitek, född 7 juni 1931 i Gulu i norra Uganda, död 20 juli 1982, var en ugandisk författare och antropolog. Han tillhörde acholifolket och växte upp med deras sagor och dikter, eftersom hans mor var sin klans främsta muntliga diktare. Han blev professionell fotbollsspelare i Ugandas landslag. Hans första bok var en diktsamling på acholi 1953, "Lak tar miyo kinyero wi lobo (eng. översättning "White Teeth" 1989). Efter en turné i England stannade p'Bitek kvar för att studera juridik och socialantropologi. 1963 doktorerade han vid Oxfords universitet med en avhandling om traditionella sånger på luo och acholi.
p'Bitek återvände till Uganda, undervisade vid Makerereuniversitetet, startade en kulturfestival i Gulu och ledde nationalteatern. Men efter att ha kritiserat regimen emigrerade han till Kenya och arbetade vid universitetet i Nairobi. 1978 reste han till Nigeria för att undervisa vid universitetet i Ife. Kort före sin död återvände han till Uganda.

## Verk översatta till svenska
- Lawinos sång: en afrikansk kvinnas klagan (svensk tolkning och inledning av Margareta Ekström, ill. av Frank Horley, Prisma, 1971) (Song of Lawino, 1966)
- Två sånger om Afrika: Den politiske fångens sång ; Ocols sång (svensk tolkning och inledning av Margareta Ekström, ill. av Trixi Lerbs och Frank Horley, Prisma, 1973) (Song of prisoner,  1971, och Song of Ocol, 1970)